# 沙樸麗魚
沙樸麗魚為輻鰭魚綱鱸形目隆頭魚亞目慈鯛科的其中一種，分布於非洲艾伯特湖流域，體長可達5.2公分，棲息在湖泊中底層水域，生活習性不明。

## 擴展閱讀
維基物種上的相關：沙樸麗魚